# Signal (singel Twice)
„Signal” – koreański singel południowokoreańskiej grupy Twice, wydany cyfrowo 15 maja 2017 roku w Korei Południowej.
Singel promował płytę Signal. Singel sprzedał się w Korei Południowej w nakładzie 1 065 766 egzemplarzy (stan na wrzesień 2017).
Japońska wersja tego utworu, wraz z teledyskiem, pojawiła się na japońskiej kompilacji #TWICE.

## Lista utworów
| Nr | Tytuł    | Słowa                     | Kompozycja                        | Aranżacja                                                   | Czas |
| -- | -------- | ------------------------- | --------------------------------- | ----------------------------------------------------------- | ---- |
| 1. | "Signal" | J.Y. Park "The Asiansoul" | J.Y. Park "The Asiansoul", Kairos | J.Y. Park "The Asiansoul", Kim Seung-soo, Armadillo, Kairos | 3:17 |

## Notowania
| Lista                              | Najwyższa pozycja |
| ---------------------------------- | ----------------- |
| Gaon Weekly Digital Chart          | 1                 |
| Gaon Weekly Download Chart         | 1                 |
| Gaon Weekly Streaming Chart        | 4                 |
| Japan Hot 100                      | 5                 |
| BillboardPH Hot 100                | 22                |
| Billboard World Digital Song Sales | 3                 |

## Nagrody w programach muzycznych
| Program                   | Data            | Źródło |
| ------------------------- | --------------- | ------ |
| Show Champion (MBC Music) | 24 maja 2017    | [ 9 ]  |
| Show Champion (MBC Music) | 31 maja 2017    | [ 10 ] |
| M Countdown (Mnet)        | 25 maja 2017    | [ 11 ] |
| M Countdown (Mnet)        | 1 czerwca 2017  | [ 12 ] |
| Music Bank (KBS2)         | 26 maja 2017    | [ 13 ] |
| Music Bank (KBS2)         | 9 czerwca 2017  | [ 14 ] |
| Music Bank (KBS2)         | 16 czerwca 2017 | [ 15 ] |
| Show! Music Core (MBC)    | 27 maja 2017    | [ 16 ] |
| Show! Music Core (MBC)    | 3 czerwca 2017  | [ 17 ] |
| Inkigayo (SBS)            | 28 maja 2017    | [ 18 ] |
| Inkigayo (SBS)            | 4 czerwca 2017  | [ 19 ] |
| Inkigayo (SBS)            | 11 czerwca 2017 | [ 20 ] |